# Sydfrankrig
Sydfrankrig, også betegnet Le Midi, refererer til et løst defineret geografisk område i af det sydlige Frankrig, der i bredeste forstand går fra Atlanterhavet i vest til Italien og øen Korsika i øst.
De vigtigste byer i Sydfrankrig er Marseille, Nice, Avignon, Grenoble, Montpellier, Bordeaux, Toulouse, Toulon og Cannes.
Området svarer i høj grad til Occitanien.